# Jacquette Guillaume
Pour les articles homonymes, voir Guillaume.
Jacquette Guillaume (fl.  1665) est une écrivaine française du XVIIe siècle.
Son œuvre la plus connue est Les Dames illustres, où par bonnes et fortes raisons il se prouve que le sexe féminin surpasse en toutes sortes de genres le sexe masculin, publiée par Thomas Jolly à Paris en 1665. Il existerait deux exemplaires de ce livre, l’un à la Bibliothèque du Congrès et l’autre à l’Université Duke. Dans cet ouvrage, l’auteure défend la supériorité morale des femmes sur les hommes. Le livre a été décrit comme « une contribution longtemps négligée et obscurcie à l'histoire des débuts du féminisme français ».
Jacquette Guillaume a également écrit une œuvre de fiction, La Femme généreuse, dont aucun exemplaire n'a survécu.